# Estela de Zacur
A Estela de Zacur é uma estela real de Zacur, rei de Hamate e Lucuti na província Nucase da Síria, que governou por volta de 785 a.C..

A estela foi descoberta em 1903 em Tel Afis (mencionado na estela como Hazrach), 45 km a sudeste de Alepo, no território do antigo reino de Hamate. Foi publicado em 1907.  A inscrição é conhecida como KAI 202; lê-se:
Eu sou Zacur, rei de Hamate e Lucuti [...]  Benadade, rei do Reino de Aram-Damasco, se uniu contra mim dezessete reis [...] Todos esses reis cercaram Hazrach [...] Baalsamin me disse: "Não tenha medo! ... Eu salvarei você de todos esses reis que o cercaram." 
O nome Benadade mencionado na inscrição pode ter sido Benadade II ou Benadade III, filho do usurpador Hazael. 
Os dois deuses mencionados na inscrição são Baalsamin e Iluver. Iluver era o deus pessoal do rei Zacur, enquanto Baalsamin era o deus da cidade. Acredita-se que Iluver representa o deus anterior Mer ou Wer, voltando ao Terceiro Milênio a.C..
Esta inscrição representa a evidência aramaica mais antiga do deus Baalsamin / Baalsaman.